# Tesserodon hilleri
Tesserodon hilleri là một loài bọ cánh cứng trong họ Bọ hung (Scarabaeidae).